# Rödene församling
Rödene församling var en församling i Skara stift och i Alingsås kommun. Församlingen uppgick 1967 i Alingsås församling.

## Administrativ historik
Församlingen har medeltida ursprung. 
Församlingen var till 1967 i pastorat med Alingsås (stads/lands)församling som moderförsamling. Församlingen uppgick 1967 i Alingsås församling.

## Kyrkor
Rödene kyrka, som var av trä, förstördes av brand 1834 och byggdes inte upp igen utan Landskyrkan i Alingsås socken användes. Klockan och dopfunten räddades. Den senare förvaras vid Statens historiska museum. I en beskrivning 1830 sägs kyrkan vara liten, låg och mörk. Kyrkogården finns kvar och där har man rest en minnessten.